# لاندون دونوفان
لاندون دونوفان (بالإنجليزية: Landon Donovan) هو لاعب كرة قدم أمريكي سابق، ولد 4 مارس 1982 في مدينة أونتاريو بولاية كاليفورنيا الأمريكية، يلعب لمنتخب أمريكا لكرة القدم، وفي أغسطس 2009 أصيب دونوفان بإنفلونزا الخنازير. وفي يناير 2010 انتقل الاعب عن طريق الإعارة إلى نادي إيفرتون الإنجليزي
و مع المنتخب الوطني للولايات المتحدة، دونوفان هو هداف المنتخب، و أكتر من صنع أهداف (الاسيست), وهو أكثر لاعب مثل المنتخب الأمريكي لكرة القدم من اللاعبين النشطيين حالياً. حصل ولأربع مرات بجائزة رياضي لكرة القدم في الولايات المتحدة للسنة (للفوز في سنوات متتالية) ، فضلا عن ثلاثة مرات جائزة لاعب هوندا للسنة. وهو صاحب أكثر أهداف في كأس العالم بين اللاعبين الأمريكان، وثالث لاعب أمريكي ليسجل في أكثر من نهائيات كأس عالم واحدة (بعد بريان مأكبرايد وكلينت ديمبسي).

## روابط خارجية
- لاندون دونوفان على موقع الاتحاد الدولي (مؤرشف)  (الإنجليزية)
- لاندون دونوفان على موقع الاتحاد الأوربي (الإنجليزية)
- لاندون دونوفان على موقع الدوري الأمريكي (الإنجليزية)
- لاندون دونوفان على موقع إي إس بي إن إف سي (الإنجليزية)
- لاندون دونوفان على موقع قاعدة بيانات كرة القدم.إي يو (الإنجليزية)
- لاندون دونوفان على موقع بيانات كرة القدم. دي إي (الألمانية)
- لاندون دونوفان على موقع ليكيب (الفرنسية)
- لاندون دونوفان على موقع ناشيونال فوتبول تيمز (الإنجليزية)
- لاندون دونوفان على موقع Soccerbase.com (لاعب) (الإنجليزية)
- لاندون دونوفان على موقع Soccerway.com (الإنجليزية)